# Campionati del mondo Ironman 70.3 del 2014
La gara valida per i Campionati del mondo Ironman 70.3 del 2014 si è svolta a Mont-Tremblant nello stato del Québec in data 7 settembre 2014.
La gara maschile ha visto il primo successo dello spagnolo Javier Gómez, mentre in quella femminile è prevalsa la svizzera Daniela Ryf.
Si è trattata della 9ª edizione dei campionati mondiali di Ironman 70.3, che si tengono annualmente dal 2006. I campionati sono organizzati dalla World Triathlon Corporation (WTC).

## Ironman 70.3 - Risultati dei Campionati

### Uomini
| Pos. | Tempo   | Nome            | Paese         | Ripartizione tempi | Ripartizione tempi | Ripartizione tempi | Ripartizione tempi | Ripartizione tempi |
| Pos. | Tempo   | Nome            | Paese         | Nuoto              | T1                 | Bici               | T2                 | Corsa              |
| ---- | ------- | --------------- | ------------- | ------------------ | ------------------ | ------------------ | ------------------ | ------------------ |
|      | 3:41:30 | Javier Gómez    | Spagna        | 0:22:09            | 2:44               | 2:06:18            | 0:54               | 1:09:27            |
|      | 3:42:11 | Jan Frodeno     | Germania      | 0:22:10            | 2:45               | 2:05:49            | 0:53               | 1:10:37            |
|      | 3:44:38 | Tim Don         | Regno Unito   | 0:22:41            | 2:53               | 2:05:18            | 1:03               | 1:12:45            |
| 4    | 3:46:03 | Lionel Sanders  | Canada        | 0:26:42            | 2:51               | 2:04:14            | 0:56               | 1:11:22            |
| 5    | 3:46:25 | Nils Frommhold  | Germania      | 0:22:39            | 2:57               | 2:05:11            | 0:54               | 1:14:45            |
| 6    | 3:46:34 | Joe Gambles     | Australia     | 0:22:58            | 2:52               | 2:04:55            | 0:56               | 1:14:56            |
| 7    | 3:47:07 | Tim Reed        | Australia     | 0:23:02            | 2:57               | 2:04:53            | 1:04               | 1:15:13            |
| 8    | 3:48:05 | Bart Aernouts   | Belgio        | 0:24:38            | 3:03               | 2:06:08            | 1:00               | 1:13:18            |
| 9    | 3:48:20 | Terenzo Bozzone | Nuova Zelanda | 0:23:02            | 2:46               | 2:05:01            | 0:47               | 1:16:47            |
| 10   | 3:48:44 | Will Clarke     | Regno Unito   | 0:23:02            | 2:47               | 2:07:13            | 0:56               | 1:14:48            |

### Donne
| Pos. | Tempo   | Nome             | Paese       | Ripartizione tempi | Ripartizione tempi | Ripartizione tempi | Ripartizione tempi | Ripartizione tempi |
| Pos. | Tempo   | Nome             | Paese       | Nuoto              | T1                 | Bici               | T2                 | Corsa              |
| ---- | ------- | ---------------- | ----------- | ------------------ | ------------------ | ------------------ | ------------------ | ------------------ |
|      | 4:09:19 | Daniela Ryf      | Svizzera    | 0:24:04            | 3:10               | 2:16:46            | 0:50               | 1:24:31            |
|      | 4:11:43 | Jodie Swallow    | Regno Unito | 0:23:59            | 3:10               | 2:19:28            | 0:58               | 1:24:11            |
|      | 4:14:55 | Heather Wurtele  | Canada      | 0:26:24            | 3:22               | 2:21:54            | 0:57               | 1:22:20            |
| 4    | 4:16:03 | Meredith Kessler | Stati Uniti | 0:24:36            | 3:34               | 2:22:32            | 1:10               | 1:24:13            |
| 5    | 4:17:03 | Mary Beth Ellis  | Stati Uniti | 0:24:01            | 3:09               | 2:20:04            | 1:05               | 1:28:46            |
| 6    | 4:17:47 | Radka Vodičková  | Rep. Ceca   | 0:24:32            | 3:05               | 2:25:43            | 0:56               | 1:23:34            |
| 7    | 4:18:16 | Lisa Hütthaler   | Austria     | 0:26:26            | 3:08               | 2:25:25            | 0:55               | 1:22:24            |
| 8    | 4:18:48 | Svenja Bazlen    | Germania    | 0:24:34            | 3:16               | 2:25:35            | 0:54               | 1:24:31            |
| 9    | 4:19:52 | Rachel McBride   | Canada      | 0:26:33            | 3:24               | 2:22:30            | 0:47               | 1:26:40            |
| 10   | 4:20:38 | Magali Tisseyre  | Canada      | 0:24:37            | 3:08               | 2:25:32            | 0:52               | 1:26:31            |